# Головкин, Юрий Александрович
Граф Ю́рий Алекса́ндрович Голо́вкин (1762—1846) — сенатор, член Государственного совета, посол в Китае и Австрии, действительный тайный советник (с 27 февраля 1804), обер-камергер. Правнук канцлера графа Г. И. Головкина; внук его старшего сына, графа А. Г. Головкина. Последний в роду Головкиных.

## Биография
Сын графа Александра Александровича Головкина от брака с баронессой Вильгельминой-Юстиной фон Мосгейм, бывшей во втором браке за герцогом Ноайль. Родился 1 (12) июля 1762 года в Лозанне (Швейцария). До приезда в Россию носил имя «Жорж» (Georges, то есть Георгий).
Дед его, граф Александр Гаврилович, бывший посланником в Гааге, после ссылки в Сибирь при Елизавете Петровне его брата, вице-канцлера, остался навсегда в Голландии. Живя за границей, дети его и графини фон Дона (25 человек) были крещены в протестантскую веру. Среди предков Юрия Головкина по линии Дона — ирландские аристократы граф Кланкарти, граф Килдэр, граф Корк. Троюродная сестра его отца, Фридерика фон Дона, за счёт брака с принцем Голштинского дома стала известна в России и получила орден Святой Екатерины 1 степени.
Образование получил в Париже в духе философии энциклопедистов; воспитателем его был известный Ромм, перешедший потом к графу Строганову.

### Служба
В 1780-х годах, после смерти отца, Екатерина II сумела переманить Юрия Александровича и его двоюродных братьев на русскую службу. Он был зачислен в лейб-гвардии Преображенский полк: 6 августа 1782 года произведён в прапорщики; в 1784 году был пожалован в камер-юнкеры.
В это же время Юрий Александрович выгодно женился на фрейлине Екатерине Львовне Нарышкиной, дочери любимца императрицы Л. А. Нарышкина. Её родители, особенно мать, Мария Осиповна, урождённая Закревская, были против брака дочери с Головкиным, не имевшим никакого состояния. Тогда императрица пожаловала Головкину большие имения, и Нарышкины согласились и дали за дочерью 1000 душ крестьян.
В 1787 году Головкин сопровождал Екатерину II в её путешествии в Крым. В августе 1792 года был пожалован чином IV класса Табели о рангах — камергера; выполнял ряд дипломатических поручений. В декабре 1796 года император Павел I назначил его сенатором и одновременно произвёл в чин тайного советника. Александр I — президентом Коммерц-Коллегии и обер-церемониймейстером (1800—1820). С 27 февраля 1804 года имел чин II класса, a 17 февраля 1805 года был назначен чрезвычайным послом в Китай.

Предлогом посольства были поздравление цинского богдыхана (императора Цзяцина) с восшествием на престол и извещение о воцарении Александра I. К этому моменту император Цзяцин царствовал уже девять лет (после отречения отца в 1796 г.), а Александр — уже четыре года. Фактической целью посольства стало установление прочных торговых сношений между Россией и Китаем и уступка России Амура. Посольство было очень многочисленно, более 300 человек: в него входили военные и чиновники, учёные и духовные лица. Для светских членов его установлена была особенная форма: мундир ведомства иностранных дел с прибавлением богатого серебряного шитья, военная сабля вместо шпаги и головной убор, представлявший нечто среднее между кивером и каской. О посольстве в Китай граф М. С. Воронцов писал другу Д. В. Арсеньеву в июле 1805 года:
Целая  шайка готовится ехать в  Китай с Головкиным и с кучей разного народа. Первый в посольстве у Головкина есть Байков, что был в Париже. Он уже и здесь берет над прочими тон и ломается удивительно. Они уже все в ссоре, прежде нежели выехали из Петербурга, что же будет после? За Кяхтой они, наверное, передерутся; и надо знать, что и сам Головкин человек умный, но впрочем, морального характера в нем  не ищи, и я думаю, что некоторые из молодых будут жертвой гордости Байкова и Голландских правил самого посла. Я бы хотел, чтобы Китайский  император  все это решил за них и, рассердясь  на то, что с ними посланы инженеры, которые будут снимать планы и профили тамошних крепостей, приказал бы всех высечь от первого до последнего и потом выпроводить из его владений.
Посольство Головкина не увенчалось успехом. Ещё в пределах России он получил протест Китайского правительства против многочисленности посольской свиты и должен был её сократить. Посольство добралось только до Урги, где Головкину были предъявлены такие требования относительно церемониала его приема (ритуал земного поклона — коутоу), что он счёл их неприемлемыми и возвратился в Сибирь. Неудача возбудила неудовольствие императора Александра I, и Головкину долго пришлось прожить в Иркутске, пока ему не было разрешено явиться в Петербург, куда он возвратился в декабре 1806 года.
До 1816 года Головкин числился в отпуске и жил за границей. В 1808 году императрица Мария Фёдоровна поручила ему дело сватовства Великой княжны Екатерины Павловны. Возвратившись на службу, Головкин был посланником в Карлсруэ, Штутгарте и Вене (1819—1822 годах), после чего опять в течение девяти лет был в отпуске.
В 1826 году был включён в Верховный уголовный суд по делу декабристов. Николай I, очень благоволивший к Головкину, назначил его в 1831 году членом Государственного совета и обер-камергером. С 19 декабря 1834 года — почётный член Петербургской академии наук. Последние 12 лет своей жизни Головкин был попечителем Харьковского учебного округа. Удостоен всех высших российских орденов: Св. Анны 1-й ст. (1799), Св. Владимира 2-й ст. (1813), Белого орла (1834), Св. Александра Невского (1801), Св. Владимира 1-й ст. (1840), Св. Андрея Первозванного (1834).
Умер 21 января (2 февраля) 1846 года в возрасте 83-х лет и погребён в своём имении Константиново Роменского уезда Полтавской губернии. Из принадлежавших ему 12 тысяч душ он обратил три четверти в майорат, который оставил детям своей единственной дочери Натальи — через неё он перешёл в княжеский род Салтыковых, затем Голицыным и, наконец, Хвощинским. О судьбе остального имущества Корф рассказывает следующим образом:
Продав остальное своё имение, граф, давно уже вдовый, еще при жизни передал два миллиона в руки жившей с ним долгое время самой простой женщины, жены ламповщика одного из петербургских театров. Несмотря на все это огромное состояние, в доме, в минуту его смерти, не нашлось ни копейки, так что для похорон пришлось заложить брильянтовый обер-камергерский ключ.

### Отзывы современников
Воспитанный за границей, граф Головкин никогда не мог выучиться правильно говорить по-русски. По словам князя П. В. Долгорукова, однажды император Павел I сделал замечание сенаторам за неправильное решение дела, исключая графа Головкина, так как он совсем не знал русского языка, и указал ему на необходимость изучить русский как можно скорее.
В 1805 году, отправляясь в Китай, Головкин встретил в Зимнем дворце графа Ф. П. Уварова, который спросил его по-французски: «Граф, вы едете в Китай?» (Китай по-французски звучит «Шин»). Головкин ему ответил: «Да, женерал, я еду в Шину» — пять минут спустя сказал кому-то: «Зачем Уваров говорит по-французски? Никогда не надо говорить на языке, который плохо знаешь!». Барон М. А. Корф, заседавший в одной комиссии с Головкиным, когда тот уже был в преклонном возрасте, свидетельствовал, что имя своё граф подписывал «Юрья».

Внучатый племянник графа Головкина писатель В. А. Соллогуб вспоминал о нём: 
В Харькове я часто бывал у графа Головкина. Он изображал собой воплощение типа больших бар XVIII столетия. Большого роста, тучный, величавый, с огромным гладко выбритым лицом и густыми седыми волосами, зачесанными по моде времен Екатерины II, орлиным носом и умными глазами, он всегда был одет изысканно, хотя по-старинному, носил чулки и башмаки с необыкновенно красивыми пряжками; когда он входил в комнату, покачиваясь и опирался на трость с драгоценным набалдашником, то распространял очень сильный и приятный запах французской пудры, которой была пропитана вся его одежда; к каждому из своих гостей (сам он почти ни у кого не бывал), по-старинному, обращался с любезным приветствием. Во всем он соблюдал обычаи прошлого и даже в преклонном возрасте продолжал волочиться за женщинами...
До конца дней он оставался дореволюционным французом, отличаясь французскими любезностью, самонадеянностью и легкомыслием.
В октябре 1831 года Долли Фикельмон записала в своём дневнике: 
Граф Головкин, дед Мари Потоцкой, очень приятный, удивительный для своего возраста человек, а ясность его ума может пристыдить многих молодых людей. Общество этого любезного восьмидесятилетнего  мужчины для меня в тысячу раз предпочтительней общения с нынешними напыщенными молодыми людьми, на которых, в сущности нельзя особенно рассчитывать!

## Семья
Был женат с 21 октября 1784 года на фрейлине Екатерине Львовне Нарышкиной (1762—1820), по словам Вигеля, ещё смолоду имела она мужские черты, была непригожа и старообразна. Не зная её, трудно было сказать сколько ей лет, в сорок пять была то же, что в шестнадцать: дурна собой и не стара. При этом имела стройный стан, ловкость, ум, необыкновенную любезность и сильное желание нравиться. Брак её не был счастливым, в её жизни было немало теневых сторон. Графиней Головкиной она была только по имени супруга, с которым её связывали обязанность и нежная, взаимная дружба. Скончалась 5 ноября 1820 года и была похоронена в Александро-Невской лавре, в церкви Св. Духа. Имела единственную дочь:
- Наталья Юрьевна (1787—1860), как последная в роду, получила, по указу от 20 июля 1845 года, право именоваться княгиней Салтыковой-Головкиной. Жена обер-церемониймейстера светлейшего князя Александра Николаевича Салтыкова (1775—1837), сына князя Н. И. Салтыкова. От их брака идёт ветвь князей Салтыковых-Головкиных в лице их детей:
  - Елена Александровна (1802—1828), с 1821 года замужем за князем Н. Б. Голицыным (1794—1866), их сын известный дирижёр Ю. Н. Голицын (1823—1872).
  - Екатерина Александровна (1803—1852), замужем за князем И. А. Долгоруковым (1797—1848).
  - Софья Александровна (1806—1841), с 1825 года замужем за дипломатом графом Григорием Петровичем Шуваловым (1804—1857).
  - Мария Александровна (1807—1845), замужем за графом Болеславом Потоцким (1805—1893).
  - Алексей Александрович (1826—1874), коллежский асессор, женат на Вере Ивановне Лужиной (1832—1885), дочери московского обер-полицмейстера И. Д. Лужина.
  - Юрий Александрович (ум. 1841)

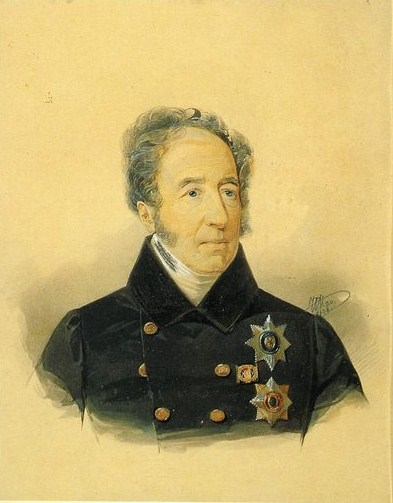
Юрий Александрович, 1836 год
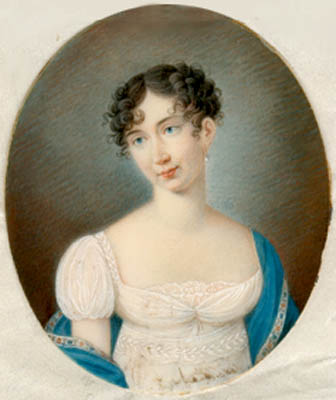
Екатерина Львовна, жена
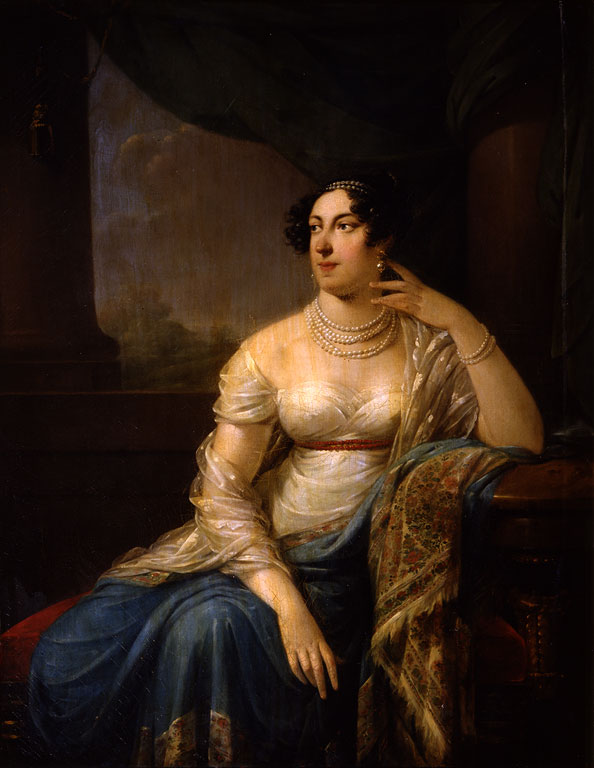
Наталья Салтыкова, дочь
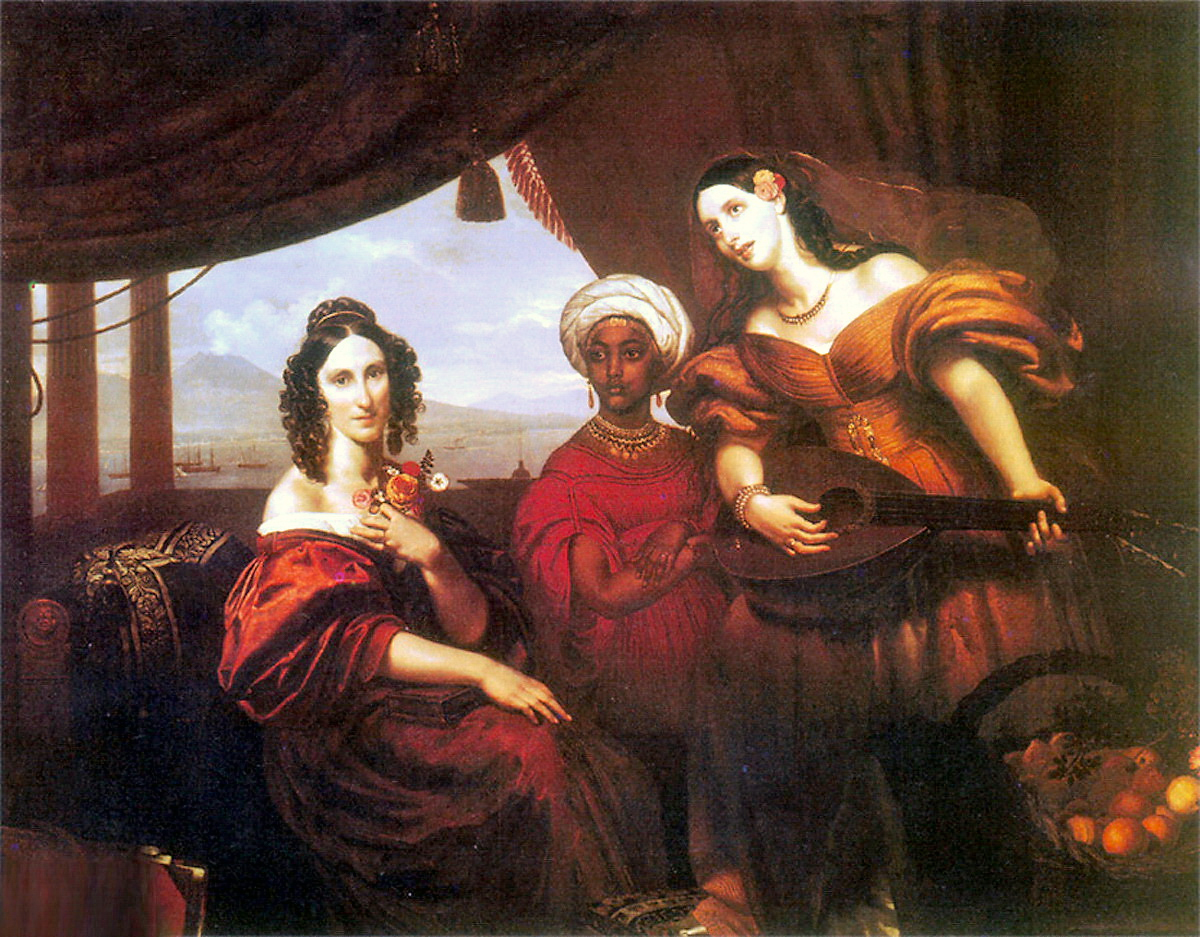
Мария Потоцкая и Софья Шувалова, внучки

## Комментарии
1. ↑  Источники указывают также другую дату рождения: 4 декабря 1762 года